# Filip av Frankrike, hertig av Orléans
Filip av Orléans, född 1336, död 1375, var en fransk prins, femte son till kung Filip VI av Frankrike.
Hans far utnämnde honom 1344, vid åtta års ålder, till regerande hertig av Orléans. Det var ett nytt hertigdöme som hans far hade skapat för honom, och han blev alltså den första hertigen av av Orléans. Året därpå gifte han sig med sin kusin Blanche. 
Filip tillbringade en tid som gisslan i England i enlighet med freden i Bretigny. 
Han fick flera barn utanför äktenskapet, men eftersom han avled utan barn inom äktenskapet, återgick hertigdömet Orléans till kronan efter hans död 1375.